# آویناش سیبل
آویناش سیبل (انگلیسی: Avinash Sable؛ زادهٔ ۱۳ سپتامبر ۱۹۹۴) دونده اهل هند است.